# Acasis baikalensis
Acasis baikalensis är en fjärilsart som beskrevs av Alexander Haas 1906. Acasis baikalensis ingår i släktet Acasis och familjen mätare. Inga underarter finns listade i Catalogue of Life.